# Крихітка Ру
Крихітка Ру (англ. Baby Roo) — дитинча кенгуру, герой книги англійського письменника Алана Александера Мілна про іграшкове ведмежа Вінні-Пуха. Своє українське ім'я отримав завдяки перекладачеві книги Леоніду Солоньку. Ру та його мати, Кенга — єдина пара звірів одного виду в книзі, близька спорідненість підкреслена і поєднанням їхніх імен.

## Сюжет
Крихітка Ру бере участь у пригодах Вінні-Пуха та його друзів: маленького поросяти Паця або П'ятачка, іграшкового ослика Іа-Іа, сови, яку звуть Сова, живого Кролика та хлопчика на ім'я Крістофера Робіна.
Крихітка Ру з'являється в сьомій пригоді «У якій Кенга та Крихітка Ру з'являються в лісі, а Пацеві нежданно-негадано намилюють шию». У тексті цього розділу Ру описаний як найменший персонаж книги (про це говорить Кролик). Більшість ілюстраторів зображують Крихітку Ру трохи меншим П'ятачка. В одному з епізодів глави Паць підмінив Ру в сумці Кенги, і вона не помітила підміни.

## Походження
Як і більшість персонажів казки «Вінні Пух», Крихітка Ру був створений за образом однієї з іграшок Крістофера Робіна, однак, на відміну від інших героїв казки, плюшевий оригінал Крихітки Ру був загублений у 1930-х роках.

## Психологічний аналіз
У своїх материнських турботах про Ру Кенга часто заходить дуже далеко, застосовуючи — єдині в книгах — покарання: купає Ру в холодній воді, попереджаючи, щоб він не став «маленьким і слабким, як Паць», миє йому рота з милом і дає неприємні ліки.
У 2000 році декількома педіатрами з Університету Далхаузі в Галіфаксі, Нова Шотландія, в журналі Канадської медичної асоціації було опубліковано жартівливе психологічне дослідження крихітки Ру, про що повідомило агентство Рейтер та газета «Аргументы и факты». Вони, посилаючись на виховання крихти Ру в неповній сім'ї та можливий поганий вплив його старшого товариша Тигри, пишуть:

Ми передбачаємо, що колись побачимо малолітнього злочинця Ру, що тиняється пізно ввечері вулицями у верхній частині лісу, земля яких завалена розбитими пляшками з-під екстракту солоду і недопалками цигарок з будяком.
Оригінальний текст (англ.)
We predict we will someday see a delinquent, jaded, adolescent Roo hanging out late at night at the top of the forest, the ground littered with broken bottles of extract of malt and the butts of smoked thistle.